# Avahi ramanantsoavanai
Avahi ramanantsoavanai е вид примат от семейство Индриеви (Indriidae). Видът е уязвим и сериозно застрашен от изчезване.

## Разпространение и местообитание
Разпространен е в Мадагаскар.
Обитава гористи местности, крайбрежия и плажове.

## Описание
Популацията на вида е намаляваща.